# Nanteuil-le-Haudouin
Nanteuil-le-Haudouin – miejscowość i gmina we Francji, w regionie Hauts-de-France, w departamencie Oise.
Według danych na rok 1990 gminę zamieszkiwały 2672 osoby, a gęstość zaludnienia wynosiła 128 osób/km² (wśród 2293 gmin Pikardii Nanteuil-le-Haudouin plasuje się na 90. miejscu pod względem liczby ludności, natomiast pod względem powierzchni na miejscu 70.).